# Famille Mdivani
 (avril 2025).
La famille Mdivani (მდივანი en langue géorgienne) est originaire de Géorgie, dans le Caucase.  
Mdivani signifie secrétaire. Certains étymologistes géorgiens estiment qu’il fut attribué aux membres de la petite noblesse géorgienne siégeant comme secrétaire auprès des autorités perses occupantes. D’autres étymologistes géorgiens estiment qu’il ne correspond pas à un titre de noblesse.
De multiples branches de Mdivani existent en Géorgie et dans le monde.
- Zacharie Mdivani (1868-1932), général de l’armée impériale russe, et son épouse Elisabeth Sabalewska, réfugiés en France en 1923 après l’invasion de la Géorgie par les armées de la Russie soviétique, furent les parents de cinq enfants qui défrayèrent la chronique mondaine internationale durant les années 1930 et furent surnommés Marrying Mdivanis[2],[3],[4]. Ses cinq enfants s'attribuent le titre de prince et princesse, et parfois se font délivrer des titres de noblesse par l'Office des réfugiés géorgiens à Paris (pour l'ainé Serge en particulier)[5].

- Simon Mdivani (1876-1937), homme politique de la République démocratique de Géorgie (1918-1921), social-fédéraliste, fut vice-président de l’Assemblée constituante géorgienne et ambassadeur à Ankara[6].

- Polycarpe Mdivani (1877-1937), dit Boudou, bolchevique géorgien, fut un compagnon de Staline avant d’être éliminé dans les grandes purges de 1937 [7].

## Branche Zacharie Mdivani

### Nina Mdivani (1901-1987)
Elle est mariée avec le juriste et professeur Charles Henry Huberich de 1925 à 1936, puis avec Denis fils d'Arthur Conan Doyle,de 1936 à 1955, enfin avec Anthony Harwood. 

### Serge Mdivani (1903-1936)
Il est marié tour à tour avec l’actrice Pola Negri de 1927 à 1929, puis avec  la richissime cantatrice Mary McCormic de 1931 à 1933, puis en 1936 avec son ancienne belle-sœur Louise Astor Van Alen et se tue lors d’une compétition de polo,.

### David Mdivani (1904-1984)
Il est marié avec l’actrice Mae Murray de 1926 à 1933, entretient ensuite une liaison avec la comédienne française Arletty, puis épouse en 1944  l’héritière Virginia Sinclair. 

### Alexis Mdivani  (1905-1935)
Il est marié tour à tour à l’héritière Louise Astor Van Alen de 1931 à 1933, à la richissime actrice Barbara Hutton de 1933 à 1935. Il vit ensuite avec Else Zarske, connu sous le nom de Maud von Thyssen, divorcée de Heinrich Thyssen. Il meurt dans un accident automobile. Il fut, à titre honorifique, secrétaire de la Légation géorgienne (1932-1933) et directeur-adjoint de l'Office des réfugiés géorgiens (1935) à Paris, qu'il aida grâce à ses ressources financières.

### Isabelle Roussoudana Mdivani (1906-1938)
Surnommée Roussy, sculpteur, elle fait divorcer le peintre espagnol Jose Maria Sert de son égérie Misia et l’épouse en 1928. 

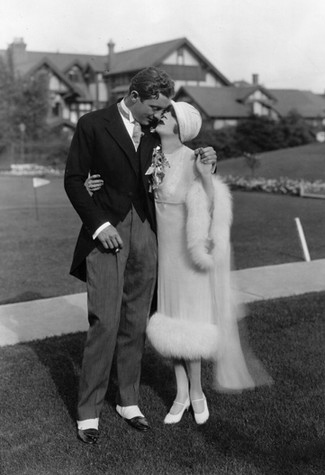
David Mdivani et Mae Murray, en 1926.
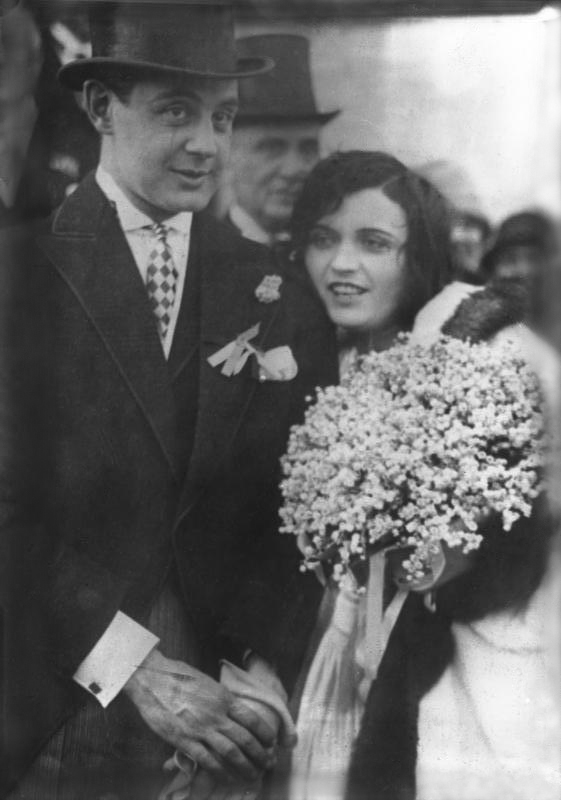
Serge Mdivani et Pola Negri, en 1930.